# Éditions Klincksieck
Éditions Klincksieck ist ein Buchverlag in Paris.

## Geschichte
1842 übernahm der junge Friedrich Klincksieck (1813–1874) das ausländische Sortiment der Buchhandlung Treuttel & Würtz in Paris. Buchhändlerische Erfahrung hatte Klincksieck seit 1828 bei Carl Christian Jügel in Frankfurt am Main und bei Johann Gottlieb Korn in Breslau gesammelt. Die internationale Buchhandlung Treuttel & Würtz hatte Buchhandlungen in London und Straßburg. Sie importierte deutsch- und englischsprachige wissenschaftliche Werke für französische Leser und exportierte französisch- und englischsprachige Werke nach Deutschland.
1842 gründete Friedrich Klincksieck unter seinem Namen einen bis heute bestehenden Verlag. Seit den 1880er Jahren begann sein Sohn Paul, Werke zur Naturgeschichte zu veröffentlichen. AB 1891 gab er eine naturwissenschaftliche Buchserie (Librairie des Sciences naturelles) heraus, später auch eine entsprechende Taschenbuchreihe (Bibliothèque de poche du naturaliste), die bis Anfang der 1930er Jahre erschien. Auf Grund ihrer Qualität genossen die Bücher des Verlages schon früh einen guten Ruf.
Während des 20. Jahrhunderts und darüber hinaus veröffentlichte der Verlag Klincksieck bedeutende Werke im Bereich der Geistes- und Sozialwissenschaften.
Der Verlag veröffentlicht inzwischen vor allem Bücher zu sprachwissenschaftlichen, philosophischen, historischen und kunstwissenschaftlichen Themen. Unter anderem ist er auch für seine Herausgabe von Übersetzungen der Werke der Frankfurter Schule ins Französische bekannt.